# Мартыново (Мышкинский район)
Мартыново — деревня в Мышкинском районе Ярославской области России. 
В рамках организации местного самоуправления входит в Приволжское сельское поселение, в рамках административно-территориального устройства является центром Мартыновского сельского округа.

## География
Деревня расположена на малой реке Чернавке (не путать с одноимённым левобережным притоком Катки выше по течению), притоке Топорки (бассейн реки Катки), по другим данным — малая река носит название Грязда, в 27,5 км к юго-западу по прямой от районного центра, города Мышкина, в 105 км к западу по прямой от областного центра, города Ярославля, в 193 км по прямой к северу от Москвы.

## Население
| 2007 | 2010 |
| ---- | ---- |
| 188  | ↘153 |

Согласно результатам переписи 2002 года, в национальной структуре населения русские составляли 100 % из 189 жителей.

## История
Деревня возникла во второй половине XVII века. Местный краевед Сергей Николаевич Темняткин утверждает, что поселение якобы относится к области расселения архаичной субэтнической группы русских — кацкарей — до сих пор составляющих значительную часть населения бывшего Кацкого стана (волости Кадки). Об искусственной природе субэтнической группы кацкарей говорит тот факт, что ранее этноним «кацкари» местными жителями и их соседями никогда не употреблялся, кроме того, культура и быт жителей сёл Кацкого стана ничем не отличались от культуры и быта остального русского населения Ярославской области.

## Достопримечательности и интересные факты
Главной достопримечательностью, центром культурной жизни и крупнейшим работодателем деревни является этнографический Музей кацкарей, получивший всероссийскую известность. Сотрудники музея выезжают в полевые экспедиции по бывшему Кацкому стану для сбора сведений о современной жизни кацкарей, а также воспоминаний старожилов. В 2013 году коллекция предметов быта кацкарей насчитывала 7807 предметов. В насыщенные дни, когда в Мартыново приезжает по 8 – 10 туристических автобусов (рекорд — 16 автобусов в день), к работе привлекаются практически все жители деревни.

## СМИ
В деревне выпускается собственное краеведческое издание — «Кацкая летопись» (4 выпуска в год).